# Unione Sportiva Massese '82 1984-1985
Questa pagina raccoglie le informazioni riguardanti l'Unione Sportiva Massese '82 nelle competizioni ufficiali della stagione 1984-1985.

## Rosa
| N. |                   | Ruolo | Calciatore           |
| -- | ----------------- | ----- | -------------------- |
|    | Italia (bandiera) | D     | Luciano Battiston    |
|    | Italia (bandiera) | D     | Claudio Berlanda     |
|    | Italia (bandiera) | D     | Claudio Bertini      |
|    | Italia (bandiera) | A     | Giovanni Brugaletta  |
|    | Italia (bandiera) | A     | Claudio Cecchini     |
|    | Italia (bandiera) | A     | Luciano Chiarugi     |
|    | Italia (bandiera) | D     | Luciano Cilona       |
|    | Italia (bandiera) | A     | Riccardo Del Francia |
|    | Italia (bandiera) | A     | Gianluca De Ponti    |
|    | Italia (bandiera) | C     | Marco Domenichini    |
|    | Italia (bandiera) | C     | Walter Liset         |
|    | Italia (bandiera) | P     | Angelo Lucetti       |
|    | Italia (bandiera) | C     | Erasmo Lucido        |

| N. |                   | Ruolo | Calciatore        |
| -- | ----------------- | ----- | ----------------- |
|    | Italia (bandiera) | C     | Saverio Magagnini |
|    | Italia (bandiera) | A     | Marco Meloni      |
|    | Italia (bandiera) | C     | Enzo Mocellin     |
|    | Italia (bandiera) | D     | Gianni Mosti      |
|    | Italia (bandiera) | D     | Roberto Mussi     |
|    | Italia (bandiera) |       | Passaponti        |
|    | Italia (bandiera) | D     | Stefano Primizio  |
|    | Italia (bandiera) | A     | Stefano Quattrini |
|    | Italia (bandiera) | D     | Claudio Rastelli  |
|    | Italia (bandiera) | C     | Renzo Redomi      |
|    | Italia (bandiera) | P     | Giorgio Rocca     |
|    | Italia (bandiera) | D     | Paolo Vitaloni    |

## Risultati

### Campionato

#### Girone di andata
| 23 settembre 1984 1ª giornata | Massese | 0 – 0 | Prato |  |

| 30 settembre 1984 2ª giornata | Carbonia | 2 – 2 | Massese |  |

| 7 ottobre 1984 3ª giornata | Massese | 0 – 0 | Lucchese |  |

| 14 ottobre 1984 4ª giornata | Montevarchi | 1 – 1 | Massese |  |

| 21 ottobre 1984 5ª giornata | Massese | 2 – 1 | Olbia |  |

| 23 ottobre 1984 6ª giornata | Alessandria | 1 – 2 | Massese |  |

| 4 novembre 1984 7ª giornata | Massese | 2 – 2 | Nuorese |  |

| 11 novembre 1984 8ª giornata | Pontedera | 1 – 0 | Massese |  |

| 13 novembre 1984 9ª giornata | Massese | 4 – 2 | Torres |  |

| 20 novembre 1984 10ª giornata | Siena | 2 – 1 | Massese |  |

| 2 dicembre 1984 11ª giornata | Massese | 1 – 1 | Imperia |  |

| 9 dicembre 1984 12ª giornata | Spezia | 1 – 1 | Massese |  |

| 16 dicembre 1984 13ª giornata | Massese | 2 – 0 | Vogherese |  |

| 23 dicembre 1984 14ª giornata | Savona | 2 – 2 | Massese |  |

| 6 gennaio 1985 15ª giornata | Derthona | 3 – 1 | Massese |  |

| 13 gennaio 1985 16ª giornata | Massese | 3 – 0 | Civitavecchia |  |

| 20 gennaio 1985 17ª giornata | Lodigiani | 2 – 2 | Massese |  |

#### Girone di ritorno
| 3 febbraio 1985 18ª giornata | Prato | 2 – 1 | Massese |  |

| 10 febbraio 1985 19ª giornata | Massese | 1 – 0 | Carbonia |  |

| 17 febbraio 1985 20ª giornata | Lucchese | 1 – 1 | Massese |  |

| 24 febbraio 1985 21ª giornata | Massese | 2 – 0 | Montevarchi |  |

| 3 marzo 1985 22ª giornata | Olbia | 1 – 0 | Massese |  |

| 10 marzo 1985 23ª giornata | Massese | 0 – 3 | Alessandria |  |

| 17 marzo 1985 24ª giornata | Nuorese | 1 – 1 | Massese |  |

| 24 marzo 1985 25ª giornata | Massese | 0 – 3 | Pontedera |  |

| 6 aprile 1985 26ª giornata | Torres | 2 – 1 | Massese |  |

| 14 aprile 1985 27ª giornata | Massese | 0 – 0 | Siena |  |

| 21 aprile 1985 28ª giornata | Imperia | 2 – 0 | Massese |  |

| 5 maggio 1985 29ª giornata | Massese | 1 – 0 | Spezia |  |

| 12 maggio 1985 30ª giornata | Vogherese | 1 – 0 | Massese |  |

| 19 maggio 1985 31ª giornata | Massese | 0 – 0 | Savona |  |

| 26 maggio 1985 32ª giornata | Massese | 2 – 0 | Derthona |  |

| 2 giugno 1985 33ª giornata | Civitavecchia | 0 – 0 | Massese |  |

| 9 giugno 1985 34ª giornata | Massese | 2 – 2 | Lodigiani |  |